# دانييل تشواب

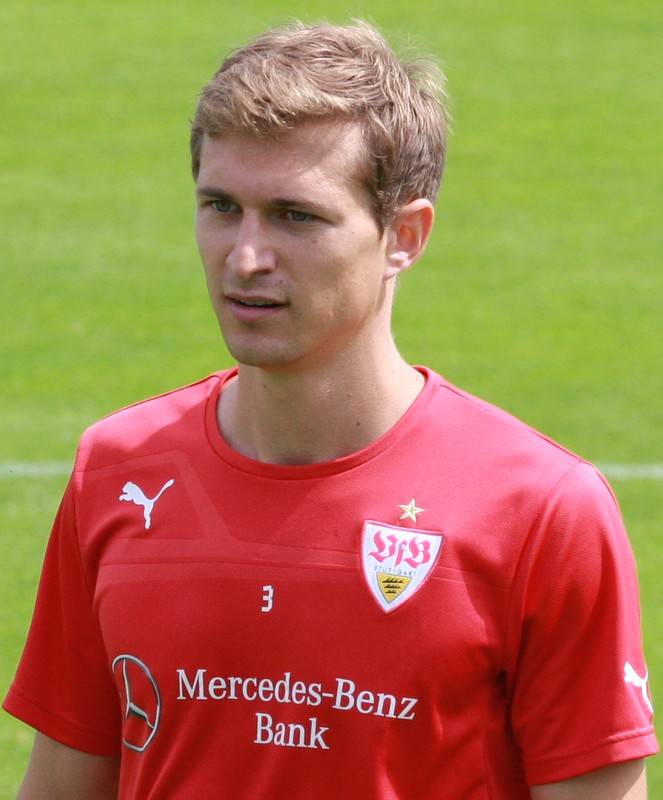

دانييل تشواب (بالألمانية: Daniel Schwaab)‏ (مواليد 23 أغسطس 1988 في فالدكيرتش - ألمانيا الغربية) لاعب كرة قدم ألماني يلعب حاليا لصالح نادي الدرجة الأولى باير ليفركوزن الإنجليزي منذ 2009 في مركز الظهير الأيمن .

## روابط خارجية
- دانييل تشواب على موقع قاعدة بيانات كرة القدم.إي يو (الإنجليزية)
- دانييل تشواب على موقع بيانات كرة القدم. دي إي (الألمانية)
- دانييل تشواب على موقع Soccerway.com (الإنجليزية)
- دانييل تشواب على موقع عالم كرة القدم.نت (الإنجليزية)
- دانييل تشواب على موقع كووورة
- دانييل تشواب على موقع AS.com (الإسبانية)